# Habib Bahmani
Habib Bahmani (persa: حبیب بهمنی, nacido el 15 de enero de 1988) es el entrenador de la selección croata de wushu. Desde 2021, es exmiembro del equipo nacional iraní de wushu. y ex entrenador del equipo nacional iraní de wushu. Es ponente en varios seminarios internacionales que tienen lugar cada año.

## Logros
- Campeonato Mundial de Adultos – Italia 2009: Subcampeón (en la categoría 70 kg).
- V Campeonato Abierto de los Balcanes de Wushu – Afyonkarahisar 2022: medalla de oro júnior “Alen Šehić” (peso 75 kg), medalla de plata “Toni Čujić-Klenovar” (peso 70 kg) – la primera medalla sénior croata.
- 8. Campeonatos juveniles de Wushu – Yakarta 2022: La medalla de bronce (peso 75 kg) queda en la historia del Wushu holandés, que ahora se juega en Turkmenistán e Italia.
- Campeonato Europeo de Wushu – Estambul 2023: Edad sénior: Medalla de bronce “Fran Juraj Kajs” (en la categoría de 80 kg), medalla de oro “Toni Čujić-Klenovar” (en la categoría de 70 kg) – la primera medalla de oro sénior en la historia del Wushu croata; Edad junior: Categoría masculina: dos medallas de plata (60 kg y 65 kg) y dos medallas de bronce; Categoría femenina: dos medallas de plata (56 kg y 60 kg)[2][3][4][5]